# (5172) Yoshiyuki
(5172) Yoshiyuki (1987 UX1) – planetoida z grupy pasa głównego asteroid okrążająca Słońce w ciągu 3,52 lat w średniej odległości 2,31 j.a. Odkryta 28 października 1987 roku.